# Alger Centre
Alger Centre (em árabe: الجزائر الوسطى) é uma comuna localizada na província de Argel, no norte da Argélia. Sua população era de 75 541 habitantes, em 2008.